# HD 74180
 HD 74180 (Bayer-Bezeichnung b Velorum, kurz  b Vel) ist ein gelbweiß strahlender, mit bloßem Auge noch einigermaßen gut erkennbarer Stern im Sternbild Segel des Schiffs. Seine scheinbare Helligkeit beträgt 3,81m, und er wird als sehr leuchtkraftstarker Überriese oder Hyperriese der Spektralklasse F klassifiziert. In einer Studie werden seine genaue Spektralklasse und Leuchtkraftklasse als F0 Ia angegeben. Der Stern ist so weit entfernt, dass sich seine Distanz zur Erde nur annähernd bestimmen lässt. Nach vorläufigen Parallaxen-Messungen der Raumsonde Gaia beträgt seine Entfernung circa 7600 Lichtjahre, doch ist die Schwankungsbreite des Messwerts 2300 Lichtjahre. Der korrigierte Wert der von der Raumsonde Hipparcos in den 1990er Jahren gemessenen Parallaxe ergibt eine Distanz von 4870 ± 1530 Lichtjahre.

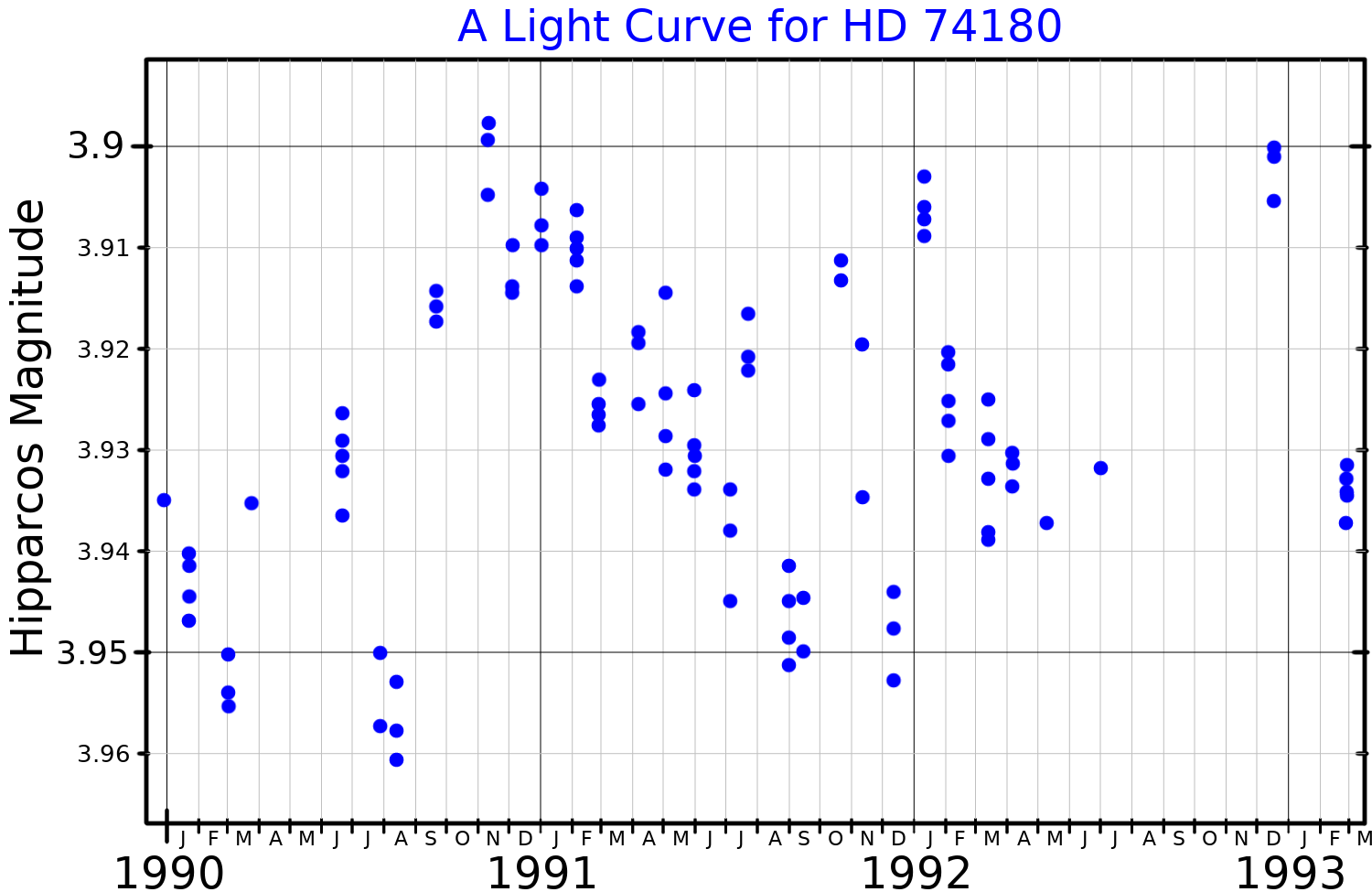
Lichtkurve von HD 74180, nach der Studie von van Leeuwen et al. (1998)

Wahrscheinlich ist b Velorum ein Einzelstern, besitzt also keine Begleitsterne, die ihn umlaufen. Es wird vermutet, dass er ein Veränderlicher vom Typ der Alpha-Cygni-Sterne ist und dabei geringfügige Helligkeitsschwankungen mit einer Amplitude von 0,06m aufweist. Mögliche Perioden dieser Variabilität sind circa 53, 80 und 160 Tage, doch erfolgt sie meist völlig unregelmäßig.
b Velorum ist ein sehr massereicher Stern. Eine Untersuchung kommt zum Ergebnis, dass er ungefähr 21 Sonnenmassen besitzt. Aus seinem annähernd gemessenen Winkeldurchmesser von 1,824  Millibogensekunden ergibt sich unter der Annahme, dass seine Entfernung etwa den von Gaia ermittelten 7600 Lichtjahren entspricht, sein realer Durchmesser zu 460 Sonnendurchmessern.